# Iris orchioides
Iris orchioides är en irisväxtart som beskrevs av Élie Abel Carrière. Iris orchioides ingår i släktet irisar, och familjen irisväxter. Inga underarter finns listade i Catalogue of Life.